# Sophie Adonon
Sophie Alfrède Clarisse Adonon, née en 1964 à Abomey, au Bénin, est une romancière béninoise. Elle créée une série policière, écrit des romans et nouvelles, des pièces de théâtre et des poésies - dont certaines figurent dans des anthologies - et des essais. 

## Biographie

### Famille
De sang royal, descendante du Roi Houegbadja et de la Reine Nanyé Adonon, la Princesse Sophie Adonon est la fille aînée de Frédéric Adonon, administrateur-officier (Commandant des Douanes) et de Bernadette Akouavi Tokpo, couturière, de la lignée du roi Agonglo,.

### Études
Sophie Adonon naît en 1964 à Abomey, au Bénin. Elle fait ses études primaires au Groupe E d'Abomey, précisément à Adjahito. Elle poursuit ses études secondaires à Cotonou à Notre-Dame et à Abomey au Lycée Houffon. Envoyée en France par son père, elle obtient un baccalauréat A2 en 1983 au lycée Sainte-Thècle de Chamalières. Elle étudie le droit privé et obtient une maîtrise en pratique et contentieux en 1990 à Tours, puis un master 2 au Mans à l'Institut d'études judiciaires (IEJ). 

### Carrière littéraire
Auteure de plusieurs romans policiers, elle est la première Béninoise à avoir créé une série policière, la première à avoir écrit une pièce de théâtre en alexandrins et à voir un de ses ouvrages, Pour une poignée de gombos, mis au programme au Bénin dans les collèges et lycées,. Ce roman reçoit, en 2013, la Plume d'or de l'Association des Écrivains et Gens de Lettres du Bénin. En 2016, elle se rend dans les lycées et collèges du Bénin pour présenter ce roman. Celui-ci fait l'objet, en 2018, d'une campagne de financement participatif pour être adapté au cinéma,. En 2022, Sophie Adonon participe à la 4 ème édition du Salon national du livre au Bénin, placé sous le thème « Femme et engagement dans la création littéraire en Afrique Francophone ». Elle y présente le Salut tumulaire, un ouvrage qui traite d'homosexualité féminine.

## Vie privée
Elle réside au Mans où elle est collaboratrice juridique jusqu'en 2008, date à laquelle elle prend un congé sabbatique pour s'occuper de sa famille. Elle est mère de cinq enfants.

## Œuvres

### Romans policiers
- Le Poignard dorsal, Éditeur indépendant, 2019, 114 p. (ISBN 978-1073548897)
- Mourir ou mourir : roman policier, Cotonou, Bénin, Star Editions, 2018, 182 p. (ISBN 978-99919-809-7-3 et 99919-809-7-0, OCLC 1044733170, lire en ligne)
- Parole d'immondices : enquête du commissaire Aza au Mans : roman policier, Nantes, Éd. Amalthée, dl 2013, 140 p. (ISBN 978-2-310-01399-4 et 2-310-01399-4, OCLC 858166214, lire en ligne)
- Bitume fertile : thriller policier, Saint-Denis, Édilivre, dl 2015, 129 p. (ISBN 9782332896957 et 2332896953, OCLC 933774136, lire en ligne)
- Coeur insomniaque : roman policier, Nantes, Éd. Amalthée, dl 2012, 150 p. (ISBN 9782310011693 et 231001169X, OCLC 804986370, lire en ligne)
- Le sourire macabre : roman policier, Nantes, Éd. Amalthée, dl 2011, 124 p. (ISBN 978-2-310-00927-0 et 2-310-00927-X, OCLC 762797526, lire en ligne)
- Le plat qui se mange froid : roman policier, Nantes, Éd. Amalthée, dl 2011, 148 p. (ISBN 978-2-310-00928-7 et 2-310-00928-8, OCLC 762794667, lire en ligne)

### Romans et nouvelles
- Le salut tumulaire : roman, Porto-Novo, Les Éditions Béninlivres, 2021, 243 p. (ISBN 9789998208780 et 9998208785, OCLC 1346622651, lire en ligne)
- Petite Jeanne et Son Beau Mystère Roman Jeunesse (livre numérique), Namur, Le Lys Bleu Éditions, 2021 (ISBN 979-10-377-3087-9, OCLC 1259593579, lire en ligne)
- Flux et Reflux migratoires, Éditeur indépendant, 2019, 37 p. (ISBN 978-1086743340)
- Échos de femmes : nouvelles, Cotonou, Bénin, Les Éditions Savane, 2018, 149 p. (ISBN 978-99919-816-6-6 et 99919-816-6-7, OCLC 1046077520, lire en ligne)
- Un trop lourd tribut : roman, Cotonou, Tamarin, coll. « Collection Bogolan », 2015, 172 p. (ISBN 9789991904689 et 9991904689, OCLC 953867652, lire en ligne)
- Le Hiatus : drame, Saint-Denis, Édilivre, 2014, 153 p. (ISBN 978-2-332-76132-3 et 2-332-76132-2, OCLC 897653006, lire en ligne)
- Pour une poignée de gombos, Cotonou, Bénin, Ouf Production, 2013, 189 p. (ISBN 978-99919-1-296-7 et 99919-1-296-7, OCLC 872958350, lire en ligne)

### Anthologies
- Parole citée (recueil de poésies de différents auteurs, autrices), Bénin, Éditions Nouveautés, 2021 (lire en ligne)
- Gisèle Ayaba Totin (éd.), Illusion dermique dans Dix femmes écrivaines du Bénin : histoires de famille, Paris, Les impliqués, 2018, 157 p. (ISBN 9782343153421 et 2343153426, OCLC 1111739910, lire en ligne)
- Adjoua et ses échelles dans Dernières nouvelles des écrivaines du Bénin : anthologie (14 nouvelles de 14 écrivaines du Bénin), Cotonou, Bénin, Les éditions Savane, 2017, 204 p. (OCLC 1110672316, lire en ligne)

### Théâtre et poésie
- Laissez-moi grandir ! (pièce de théâtre), Bénin, Les Éditions du Flamboyant et Communications, 2023, 60 p. (lire en ligne)[14]
- Splendide Bénin, tout en sonnets : poésie, Cotonou, Les Éditions Savanes du Continent, 2019, 58 p. (ISBN 9789998291881 et 9998291887, OCLC 1373621691, lire en ligne)
- Assouka pièce de théâtre en alexandrins (suivi d'un précis de versification), Cotonou, Bénin, Les Éditions Savane, 2016, 101 p. (ISBN 9789991922560 et 9991922563, OCLC 961214513, lire en ligne)

### Essais
- Adandozen, plaidoyer pour un roi banni : roi du Danhomè de 1797-1818 : essai, 2019, 123 p. (ISBN 9781073326167 et 1073326160, OCLC 1203794179, lire en ligne)
- Généalogie maternelle de Jésus-Christ (essai documentaire), Cotonou, Bénin, Les Éditions Savane, 2018 (lire en ligne)
- La France, un pays grandiose, Saint-Denis, Édilivre, 2018, 56 p. (ISBN 9782414115426 et 2414115424, OCLC 1043725108, lire en ligne)
- Précis d'orthographe et de grammaire, Éditions Laha, 2017 (lire en ligne)
- Monarque Hangbé : panégyrique d'une reine biffée : (reine du Danhomè, 1708 à 1711, l'actuelle République du Bénin) : essai-documentaire, Cotonou, Imprimerie Gutenberg, 2016, 64 p. (ISBN 9789991922461 et 9991922466, OCLC 961035703, lire en ligne)

Sophie Adonon, Le sourire macabre: roman policier, Éd. Amalthée, 2011 (ISBN 978-2-310-00927-0)